# US Steel Tower

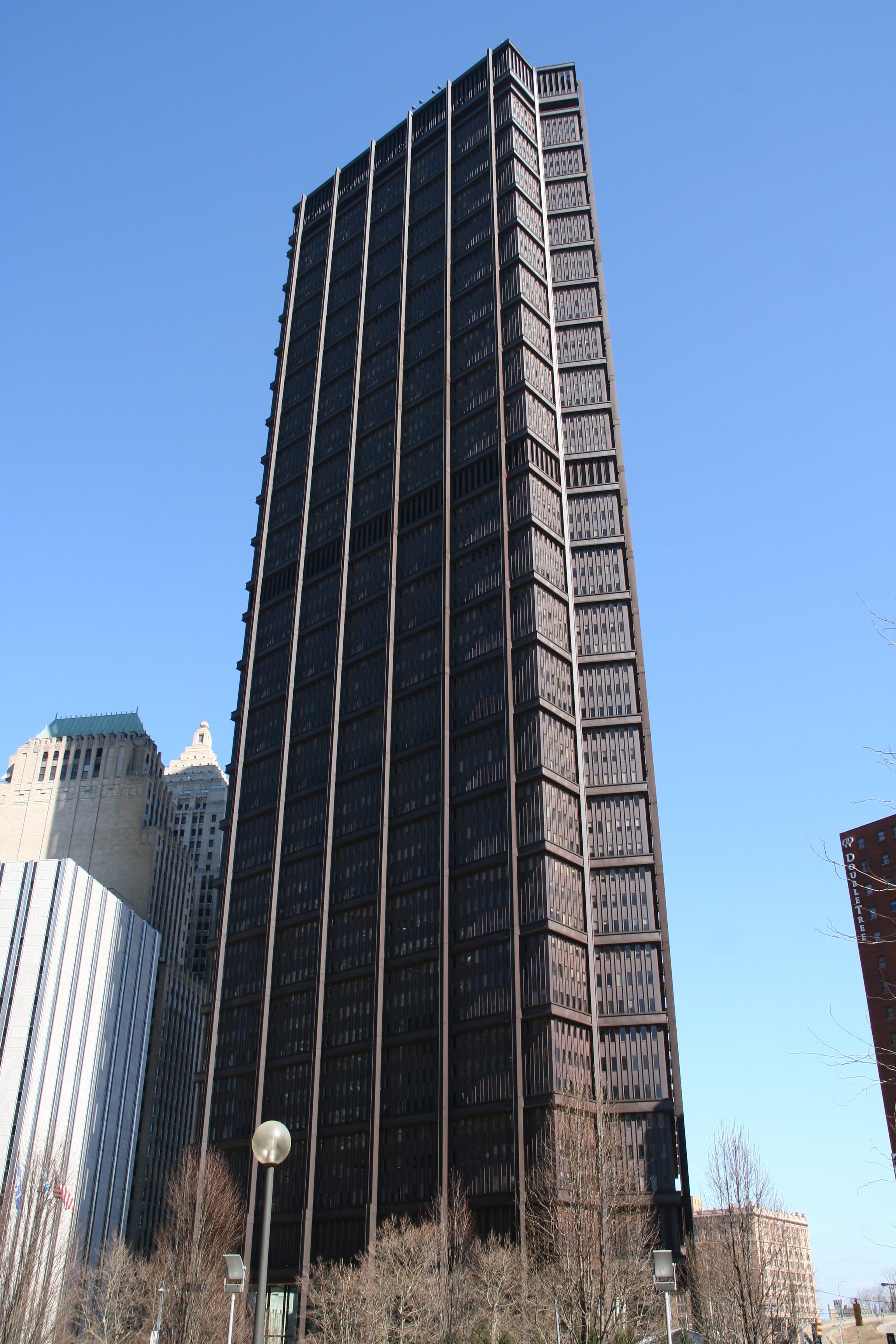
Vu arrière du gratte-ciel

L'US Steel Tower ou USX Tower est un gratte-ciel situé au 600 Grant Street à Pittsburgh, aux États-Unis.
Le bâtiment est le plus haut gratte-ciel de la ville, le quatrième plus haut gratte-ciel de la Pennsylvanie, et le 45e plus haut des États-Unis. Achevé en 1970, il mesure 256 mètres de haut et possède 217 045 m2 de surface de bureau. Son aspect rouillé est dû à l'utilisation d'Acier Corten.